# Узел связи

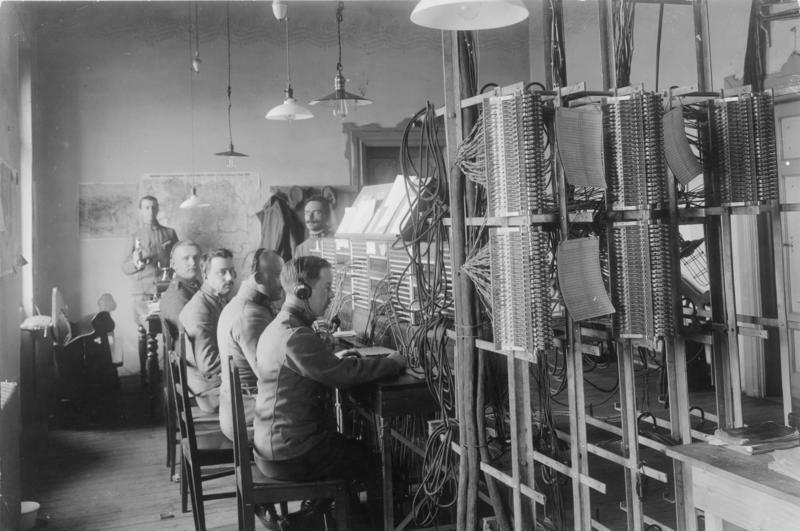
Узел связи, телеграфисты за работой, Телеграфные войска.

Узел связи — совокупность технических средств оператора связи, обеспечивающих оказание услуг связи и присоединение к сети общего пользования.
Обычно в состав узла входят службы DNS, WEB, FTP, MAIL — ТМС и маршрутизатор для стыка с провайдером. Физически представляет собой стойку, с установленными в ней серверами и маршрутизаторами, размещенную в подходящем помещении.
Зачастую здание, в котором размещается узел связи, является телекоммуникационным центром города. В нём располагаются все наиболее нуждающиеся в оперативной связи организации, не имеющие собственной АТС, такие как телеграфные и почтовые отделения, общественные пункты доступа в интернет и так далее.
В вооружённых силах узел связи пункта управления (командного пункта) — один из основных элементов системы связи в звене фронт—армия, организационно-техническое объединение средств связи, развёрнутых на пункте управления, обеспеченное личным составом для их применения в процессе управления войсками.